# 乙酰甲胺磷
乙酰甲胺磷（英語：Acephate），学名O,S-二甲基-N-乙酰基硫代磷酰胺。

## 性质
白色晶体，易溶于水、甲醇、乙醇、丙酮、二氯甲烷、二氯乙烷，微溶于乙醚、苯、甲苯、二甲苯。低毒，半数致死量（大鼠经口）866～945mg/kg。

## 用途
是一种有机磷杀虫剂，有内吸和触杀作用。